# 宋欽 (正統進士)
宋欽（1414年—1499年），字克敬，陝西西安府乾州人，民籍。明朝政治人物。正統乙丑進士。

## 生平
陝西鄉試第八名。正統十年（1445年）登乙丑科進士。授大理寺評事，歷陞福建按察司僉事、四川副使、河南按察使，以都察院右僉都御史，巡撫貴州，升任南京大理寺卿，后乞求歸鄉。弘治十二年去世，贈刑部尚書。

## 家族
曾祖宋斌。祖父宋端。父宋寧。